# Nicolas Taccoen
Nicolas Taccoen est un joueur français de basket-ball né le 30 juillet 1986 à Malo-les-Bains, jouant au poste d'intérieur et mesurant 2,04 m. Il est formé au BCM Gravelines où il joue jusqu'en 2006, avant de rejoindre le Lille Métropole Basket dans le championnat de NM1.

## Biographie

### Jeunesse
Il commence le basket à l'âge de neuf ans puis intègre le Sport Etudes à Liévin et participe à la une sélection au BC Gravelines.

### BCM Gravelines (2000-2006)
A 14 ans, il rejoint le BCM Gravelines dans les catégories de jeunes.
C'est le 8 janvier 2005 que Nicolas Taccoen fait ses débuts en professionnel. Il rentrera 3 minutes contre l'ESPE Châlons. Dix jours plus tard, il joue 6 minutes en coupe d'Europe contre Debrecen, et prend ses deux premiers rebonds.

### Lille Métropole Basket Clubs (2006-2013)
Lors de la saison 2007/2008, après une première saison mitigée au LMBC, Nicolas Taccoen devient un pilier incontournable de son équipe où son jeu s'étoffe incontestablement. Ses progrès se situent notamment dans le jeu offensif où il atteint la barre des 10 points à 14 reprises lors des 26 premiers matches de la saison. Au niveau des statistiques, il est classé 63e scoreur, 38e à l'adresse au tir, 11e rebondeur, 11e contreur et 45e intercepteur.
Après un bon début de championnat, il connaît un mois de novembre difficile, mais en décembre et janvier, il explose : il affiche ainsi des statistiques de 11,3 points, 8,8 rebonds, 2,0 passes décisives,  1,5 interception et de 1,3 contre par match, pour une évaluation moyenne de 18,2. La fin de saison sera plus difficile pour lui, puisqu'il affiche à partir de février des statistiques de 8,2 points, 6,5 rebonds, 0,8 passe, 1,3 interception, 0,5 contre, pour une évaluation moyenne de 11,2. Avec Innocent Kéré et Akim Defoe, ils forment le trio d'intérieurs le plus performant du championnat, puisqu'ils prennent 20,3 rebonds par match en moyenne.
En 2009-2010, pour sa première saison en Pro B, Nicolas Taccoen s'impose comme l'un des meilleurs pivots français. Il est ainsi 42e à l'évaluation (6e français), 15e rebondeur (5e français), 6e contreur (3e) et 1er à l'adresse aux tirs.
Entre 2009 et 2011, il est le joueur français ayant cumulé le plus grand nombre de rebonds et de contres en Pro B.

### BC Orchies (2013-2015)
Le 16 juin 2013, il signe avec le Basket Club d'Orchies, promu en Pro B.
Entre 2009 et 2015, il cumule 1218 points, 1149 rebonds et 181 contres en saison régulière de Pro B. Avec Lille, il cumule 1595 points, 1304 rebonds et 199 contres entre 2006 et 2013 (N1 et Pro B confondues). Sur l'ensemble de sa carrière (Pro A, Pro B et N1 confondues), il cumule 2025 points, 1718 rebonds et 258 contres en saison régulière.

### Retour à Lille (depuis 2015)
Le 15 juin 2015, il revient à Lille.

## Stats en espoirs
| Saison    | Min./match | Points | % aux tirs | Rebonds | Passes | Contres | Interceptions |
| 2004-2005 | 30         | 15,7   | 52,9 %     | 8,2     | 1,4    | 1,5     | 1,5           |
| 2005-2006 | 32         | 13,9   | 54,5 %     | 8,5     | 1,0    | 1,6     | 1,2           |

## Stats en Professionnel
| Saison    | Club                                 | Min./match | Points | % aux tirs | Rebonds | Passes | Contres | Interceptions |
| 2004-2005 | Gravelines Dunkerque (Pro A)         | 3          | 0,8    | 50 %       | 0,3     | -      | 0,2     | -             |
| 2005-2006 | Gravelines Dunkerque (Pro A)         | 2          | 0,5    | 50 %       | 0,8     | -      | -       | -             |
| 2006-2007 | Lille Métropole Basket (Nationale 1) | 21         | 5,5    | 50,4 %     | 5,0     | 0,6    | 0,8     | 0,4           |
| 2007-2008 | Lille Métropole Basket (Nationale 1) | 27,2       | 10,0   | 49,8 %     | 7,0     | 0,9    | 0,6     | 1,2           |
| 2008-2009 | Lille Métropole Basket (Nationale 1) | 24,5       | 9,1    | 56 %       | 5,2     | 1,0    | 0,9     | 0,8           |
| 2009-2010 | Lille Métropole Basket (Pro B)       | 23,3       | 8,5    | 60 %       | 6,8     | 0,3    | 0,8     | 0,2           |
| 2010-2011 | Lille Métropole Basket (Pro B)       |            |        |            |         |        |         |               |
| 2011-2012 | Lille Métropole Basket (Pro B)       | 20,0       | 5,0    | 48,1       | 4,5     | 1,1    | 0,5     | 0,9           |
| 2012-2013 | Lille Métropole Basket (Pro B)       | 20,0       | 4,9    | 48,6       | 5,3     | 0,9    | 1,1     | 0,7           |
| 2013-2014 | BC Orchies (Pro B)                   | 24,2       | 6,3    | 53,7       | 6,1     | 0,7    | 0,9     | 1,0           |
| 2014-2015 | BC Orchies (Pro B)                   | 18,7       | 4,3    | 50,0       | 4,2     | 0,4    | 0,6     | 0,6           |
| 2016-2017 | Lille Métropole Basket (Pro B)       | 15,0       | 3,2    | 47,5       | 3,5     | 0,6    | 0,5     | 0,6           |
| 2017-2018 | Lille Métropole Basket (Pro B)       | 21,1       | 7,2    | 58,3       | 4,2     | 1,2    | 0,9     | 0,7           |
| 2018-2019 | Lille Métropole Basket (Pro B)       | 21,1       | 4,8    | 45,8       | 5,2     | 1,2    | 0,5     | 0,5           |
| 2019-2020 | Lille Métropole Basket (Pro B)       | 23,7       | 5,0    | 46,8       | 4,8     | 1,7    | 0,6     | 0,8           |